# Les Grands Hurleurs
Nicolas Pellerin et les Grands Hurleurs, aussi connu sous le nom de Les Grands Hurleurs, est un groupe de musique traditionnelle québécoise formé en 2009 . Le groupe est mené par Nicolas Pellerin, originaire de Saint-Élie-de-Caxton, au violon, au chant et à la podorythmie .

## Historique

### Formation et débuts
Le groupe Nicolas Pellerin et les Grands Hurleurs est formé en 2009 avec Simon Lepage à la basse et Simon Marion à la guitare et à la mandoline . Leur premier album éponyme sort la même année .

### Évolution
Le groupe sort son deuxième album, Petit grain d'or, en 2011 .
En 2015, Simon Marion quitte le groupe et est remplacé par Stéphane Tellier à la guitare . Le troisième album du groupe, 3/4 Fort, sort la même année .
En 2018, Les Grands Hurleurs lancent leur quatrième album, Chouïa . L'album marque une évolution musicale du groupe, intégrant des influences jazz, world music et électroniques tout en restant ancré dans la musique traditionnelle .
En 2021, le groupe devient un quatuor avec l'ajout d'Olivier Rondeau à la guitare et Tommy Gauthier au violon et à la mandoline . Ils sortent leur cinquième album, Ellipse, la même année .
Le 15 mars 2024, Les Grands Hurleurs lancent leur sixième album, Layon . Le groupe est alors composé de Nicolas Pellerin, Simon Lepage, Louis Thibault et Philippe Girard .

### Style musical
Bien qu'ancrés dans la musique traditionnelle québécoise, Les Grands Hurleurs explorent diverses influences musicales comme le jazz, le rock, le folk et la musique classique, . Nicolas Pellerin décrit leur approche comme du "trad créatif" .

### Collaborations
Les Grands Hurleurs ont collaboré avec plusieurs artistes au fil des années. Pour leur album Chouïa en 2018, ils ont travaillé avec le musicien sénégalais Élage Diouf, la violoncelliste Jorane et le Quatuor Eska . Le groupe a également collaboré avec les sœurs Boulay pour une performance de la chanson "Fais-moi un show de boucane" .

### Tournées
Les Grands Hurleurs se sont produits dans de nombreux festivals au Québec, au Canada et à l'international, notamment en Europe et aux États-Unis ,,.

## Formation

### Membres
Les Grands Hurleurs est composé de :
- Nicolas Pellerin (voix, violon, podorythmie)
- Simon Lepage (basse, contrebasse).
- Tommy Gauthier (violon, mandoline)
- Olivier Rondeau (guitare)

### Anciens membres
- Simon Marion (guitare)
- Stéphane Tellier (guitare, mandoline)

## Distinctions
- Gala de l'ADISQ 2010, prix Félix, Album de l'année - traditionnel (Nicolas Pellerin et les Grands Hurleurs)[10],[11]
- Prix de la musique Folk canadienne 2010, nomination pour le Groupe de l'année[12]
- Gala de l'ADISQ 2012, prix Félix, Album de l'année - traditionnel (Petit grain d'or)[13]
- Gala de l'ADISQ 2016, prix Félix, Album de l'année - traditionnel (3/4 fort)[14]
- Gala de l'ADISQ 2019, nomination pour le prix Félix, Album de l'année - traditionnel (Chouïa)[15]
- Prix Opus 2019, nomination pour l'Album de l’année - Musique du monde et musique traditionnelle québécoise (Chouïa)[16]
- Prix de la musique Folk canadienne 2012, nomination pour l'Album de l'année/traditionnel (Petit grain d'or)[17]

- Gala de l’ADISQ 2024, nomination pour le prix Félix, Album de l’année traditionnel (Layon)[18]